# Ons Eerste Huis
Ons Eerste Huis is een Vlaamse reality-soap waarin 3 jonge koppels in tien weken elk een huis moeten verbouwen. Het programma wordt gepresenteerd door Bartel Van Riet. De experten beoordelen de kamers van de koppels en maken telkens de winnaars van de kamerprijs bekend. Specialisten ter zake bepalen wie van hen de hoogste meerwaarde kan creëren. Dit koppel krijgt 100.000 euro (150.000 euro in het eerste seizoen), waarmee ze een groot deel van hun lening kunnen terugbetalen.
Er werken heel wat bouwpartners mee aan het programma waaronder adverteerders Engie, hypotheek.winkel, X2O, Immoweb, Proximus, Gyproc, Black & Decker, Azuleo en Brico. Zij zetten hun merk tijdens deze renovatie stevig in de markt.

## Seizoen 1
Jury
- Anouck Taeymans
- Peter Vermeulen

Koppels
- Karel-Jan en Julie Misseghers; Gentbrugge
- Nick en Sanne Rousseau; Rieme
- Leen en Hans Wouters, Zwijndrecht

Winnaars
- Karel-Jan en Julie

## Seizoen 2
Jury
- Valerie Van Gucht
- Christophe Aertssen

Koppels
- Kenzo en Sofie; Erembodegem, meerwaarde 50.769
- Boy en Aimée; Lanaken
- Brent en Valerie; Langdorp

Winnaars
- Kenzo en Sofie

## Kijkcijfers
Het eerste seizoen haalde gemiddeld 350.000 tot 400.000 kijkers. De finaleaflevering bereikte meer dan 350.000 kijkers.
Het tweede seizoen haalde gemiddeld 300.000 tot 350.000 kijkers. De finaleaflevering bereikte ongeveer 300.000 kijkers.